# 大瀬戸町瀬戸福島郷
大瀬戸町瀬戸福島郷（おおせとちょうせとふくしまごう）は長崎県西海市の地名。単に福島とも。郵便番号は857-2307（大瀬戸郵便局管区）。

## 地理
西海市西部の旧・大瀬戸町の中央部、旧・大瀬戸町の中心である大瀬戸町瀬戸樫浦郷字小浦と埋立によって地続きになっている島地である。この周囲6.5kmの島地は北の焼島とも埋立で繋がり一体の陸地を形成している。北で大瀬戸町瀬戸樫浦郷と接し、西で松島水道を隔てて松島（大瀬戸町松島内郷・大瀬戸町松島外郷）と接する。南では広く角力灘に面し、すぐ南には頭島（字頭島）が存在する。この頭島はかつて「天下島」と呼ばれていたが、大村純鎮がこの地を巡視した際に頭ヶ島に改めたといわれている。天下島の名は、かつてこの島に天下兵衛という無頼の者がこの島の景色が佳しいということを伝え聞き、時折この島に来ては酒盛りなどを行っていたことにより名付けられたといわれる。小字に焼島、小瀬戸脇、赤崎、瀬戸向、馬込、瀬戸山、田ノ浜、田ノ上、牛浜、八重石、タリタリ、小干畑、東崎蒔、頭島、西崎蒔、西平、麦肩、サザイセ、元取、水尻、打越、川下、立瀬ノ元、辻、拝崎、上原、西浜、山ノ下、福島、小浦、松山辻、深浦、向深浦、向、本瀬ノ元がある。東に突き出た岬はロワタシノ鼻と呼ばれる。

## 歴史
かつてこの区域は「焼島」と呼ばれる柴山の無人島だったが、1687年（貞享4年）11月7日に三重村で火災があった際に三重村の間三右エ門が村人10人を引き連れこの島に移住したといわれる。この際に焼島の名を福島に変えることを許されたといわれる。焼島の名は福島の北の小島にその名を残している。埋め立てで地続きになる前の福島は瀬戸の港にとっては松島とともに天然の防波堤になっていたとされる。また幕末の嘉永年間に外国船攻撃用に作られた台場が1858年（安政5年）にはより内陸の西浜郷に移されている。
1889年（明治22年）の町村制施行時には西彼杵郡瀬戸村の福島郷となり、1928年（昭和3年）町制施行により瀬戸町の福島郷、1955年（昭和30年）2月11日に合併により大瀬戸町が成立し、大瀬戸町の福島郷となる。 1964年（昭和39年）からは旧自治体名である瀬戸を冠称し、大瀬戸町瀬戸福島郷となった。2005年（平成17年）4月1日、合併による西海市の成立に伴い、大瀬戸町をさらに冠称して西海市大瀬戸町瀬戸福島郷となった。

### 地名の由来
1687年（貞享4年）に三重村の間三右エ門が移住した際に焼け出されて移住した先が焼島というのは縁起が悪いとして島の名を変更することを申し出、以降福島と呼ぶことが許されたという。

## 小・中学校の学区
市立小・中学校に通う場合、学区は以下の通りとなる。
| 番地 | 小学校               | 中学校               |
| ---- | -------------------- | -------------------- |
| 全域 | 西海市立大瀬戸小学校 | 西海市立大瀬戸中学校 |

## 交通

### 鉄道
地内に鉄道路線は通っていない。

### 道路
西海市道（旧大瀬戸町道）が大瀬戸町瀬戸樫浦郷の西海市役所前から南西方向に延びて福島港に通じている。

## 施設
- 焼島団地
- 瀬戸保育園
- 向島公民館
- 福島公民館
- 福島港 - 漁港。
- 大瀬戸町漁業協同組合本所
- 大瀬戸町消防団福島分団格納庫
- 尻久砂里海水浴場（尻久砂里海浜公園）
- 白嶽稲荷神社
- 川上神社